# Карамалы (Чишминский район)
Карамалы́ (баш. МФА: Ҡарамалыо файле) — деревня в Чишминском районе Республики Башкортостан Российской Федерации. Входит в состав Сафаровского сельсовета.

## География

### Географическое положение
Расстояние до:
- районного центра (Чишмы): 16 км,
- центра сельсовета (Сафарово): 4 км,
- ближайшей ж/д станции (Чишмы): 16 км.

## Население
| 2002 | 2009 | 2010 |
| ---- | ---- | ---- |
| 54   | ↗65  | ↗71  |

Национальный состав
Согласно Всероссийской переписи 2002 года, преобладающая национальность — татары (74 %).